# Березки (Лисковський район)
Березки (рос. Берёзки) — селище в Лисковському районі Нижньогородської області Російської Федерації.
Населення становить 31 особу. Входить до складу муніципального утворення Красноосельська сільрада.

## Історія
Від 2009 року входить до складу муніципального утворення Красноосельська сільрада.

## Населення
1. Н/Д[2]